# Karl Striebinger
Karl Striebinger (2 agosto 1913 – 12 giugno 1981) è stato un calciatore tedesco, di ruolo attaccante.

## Carriera

### Club
Ha disputato tutta la sua carriera nel VfR Mannheim. All'ultimo anno di carriera (stagione 1948/1949) ha vinto il campionato tedesco.

### Nazionale
Ha collezionato 3 presenze con la propria Nazionale.
Al suo esordio (un'amichevole contro il Lussemburgo giocata il 21 marzo 1937) ha siglato una doppietta, decisiva ai fini del risultato. Saranno gli unici gol da lui segnati per la nazionale.

## Palmarès

### Competizioni nazionali
- Campionato tedesco: 1

VfR Mannheim: 1948-1949

## Statistiche

### Cronologia presenze e reti in Nazionale
| Cronologia completa delle presenze e delle reti in nazionale ― Germania | Cronologia completa delle presenze e delle reti in nazionale ― Germania | Cronologia completa delle presenze e delle reti in nazionale ― Germania | Cronologia completa delle presenze e delle reti in nazionale ― Germania | Cronologia completa delle presenze e delle reti in nazionale ― Germania | Cronologia completa delle presenze e delle reti in nazionale ― Germania | Cronologia completa delle presenze e delle reti in nazionale ― Germania | Cronologia completa delle presenze e delle reti in nazionale ― Germania |
| Data                                                                    | Città                                                                   | In casa                                                                 | Risultato                                                               | Ospiti                                                                  | Competizione                                                            | Reti                                                                    | Note                                                                    |
| ----------------------------------------------------------------------- | ----------------------------------------------------------------------- | ----------------------------------------------------------------------- | ----------------------------------------------------------------------- | ----------------------------------------------------------------------- | ----------------------------------------------------------------------- | ----------------------------------------------------------------------- | ----------------------------------------------------------------------- |
| 21-3-1937                                                               | Lussemburgo                                                             | Lussemburgo                                                             | 2 – 3                                                                   | Germania                                                                | Amichevole                                                              | 2                                                                       |                                                                         |
| 25-4-1937                                                               | Hannover                                                                | Germania                                                                | 1 – 0                                                                   | Belgio                                                                  | Amichevole                                                              | -                                                                       |                                                                         |
| 6-2-1938                                                                | Colonia                                                                 | Germania                                                                | 1 – 1                                                                   | Svizzera                                                                | Amichevole                                                              | -                                                                       |                                                                         |
| Totale                                                                  |                                                                         | Presenze                                                                | 3                                                                       |                                                                         | Reti                                                                    | 2                                                                       |                                                                         |